# ماتسوبارا (أوساكا)
مدينة ماتسوبارا (بالإنجليزية: Matsubara) هي أحد المدن التابعة لمحافظة أوساكا. تأسست رسميًا في 01/02/1955. ويقدر عدد سكانها بـ 125274 نسمة حسب تقدير مكتب الإحصاء الياباني لعام 2012. تبلغ مساحة ماتسوبارا 16.66 كم2. بكثافة سكانية تبلغ 7519 نسمة/كم2.